# Elie zoé
elie zoé, connu jusqu'en octobre 2024 sous le nom d'Emilie Zoé, est un chanteur et musicien suisse, né le 6 juillet 1991 à Lausanne. 
Il est désigné meilleure performance romande de l'année aux Swiss Music Awards en 2020.

## Biographie

### Origines et famille
elie zoé naît de sexe féminin le 6 juillet 1991 à Lausanne, dans le canton de Vaud, sous le nom d'Emilie Zoé. Originaire de France, il grandit à Lausanne.  
Ses parents, architectes formés à l'EPFL, ne sont pas musiciens. 

### Études et parcours musical
Après un concert d'Henri Dès, impressionné par sa présence sur scène, il décide de devenir musicien et commence la guitare à l'âge de 8 ans. Il prend des cours, tente également l'École de Jazz et de Musique Actuelle, mais abandonne rapidement. Aimant les mathématiques et la physique, il commence des études en électronique à l'École polytechnique fédérale de Lausanne. 
En 2009, il arrête sa formation et commence sa carrière musicale, en tant que guitariste et choriste de l'artiste bâloise Anna Aaron, qu'il suivra jusqu'en 2015,. Durant cette période, il réalise son premier EP, intitulé Empty, qui sort en 2013. Il enregistre, entre 2014 et 2016, l'album Dead End Tape à Courfaivre. 
Après cet album, l'artiste participe au projet Autisti avec Louis Jucker et Christian Garcia-Gaucher, ancien de Velma et de Meril Wubslin. La même année, il produit chez Hummus Records l'album The Very Start, qui sort en 2018,,,. Entre 2020 et 2021, le chanteur, son batteur Nicolas Pittet, ainsi que Franz Treichler composent et enregistrent l'album /A\, sorti le 18 juin 2021. Il sort ensuite l'album Hello Future Me, toujours chez Hummus Records, au début de l'année 2022,,. La même année, il se produit au Montreux Jazz Festival, en première partie de Nick Cave. 

### Autres activités
Parallèlement à sa carrière d'artiste, elie zoé compose et enregistre pour le cinéma et le théâtre. Il compose notamment la musique de la série télévisée Anomalia et les pièces de théâtre Andromaque jouée à La Chaux-de-Fonds et Bleu Nuit Hôtel jouée à Fribourg.

### Vie privée
elie zoé vit et travaille à Neuchâtel.
Il rend publique sa transition de genre en octobre 2024, annonçant s'appeler désormais elie zoé et souhaiter être genré au masculin.

## Distinctions
- 2019 : Meilleure performance romande de l'année aux Swiss Music Awards[17]
- 2020 : Prix Suisse de Musique[18]

## Discographie
- 2016 : Dead End Tape chez Hummus Records[19]
- 2018 : The Very Start chez Hummus Records[2]
- 2022 : Hello Future Me chez Hummus Records[20]
- 2025 : shifting forms chez Hummus Records[21]